# Insigne des troupes blindées de la Légion Condor
L’insigne des troupes blindées de la Légion Condor (en allemand, Panzertruppenabzeichen der Legion Condor) est une décoration militaire allemande du Troisième Reich, mise en place le 16 novembre 1936 par l'Oberst Wilhelm von Thoma à titre officieux, puis officialisée le 10 juillet 1939 par le Generaloberst Walther von Brauchitsch et remis à des membres sous conditions d’obtention.

## Contexte
Pendant la Guerre civile d'Espagne, une force aérienne formée de volontaires fut envoyée par Adolf Hitler afin d'aider les forces nationalistes de Franco qui s'étaient soulevées contre la IIe République espagnole, le 17 juillet 1936 à Melilla.
En septembre 1936, composé de volontaires du Panzer-Regiment 6., un contingent d'équipages de chars légers, Panzerkampfwagen (PzKpfW) I ou Panzer I, et d'instructeurs allemands sous les ordres de l'Oberst Wilhelm Ritter von Thoma (organisateur de l'arme blindée allemande à partir de 1934) est envoyé sur le front espagnol. Les versions utilisées furent le PzKpfW I A, B, B (SdKfz 163) version de commandement et PzKpfW I A (SdKfz 101) "Ohne Aufbau", sans tourelle, pour l'entrainement des pilotes. L'armement du Panzer I consistait en deux mitrailleuses MG 13 de 7,92 mm sous tourelle, et quatre exemplaires du Panzer I "A" reçurent un canon Breda de calibre 20 mm. Le Panzer I était surnommé "Negrillo" (noiraud) en raison de sa peinture gris foncé.

## Critères d'attributions
Afin de prétendre à l'obtention de l'insigne des troupes blindées de la Légion Condor, le personnel devait remplir les conditions suivantes :
- être membre d'un équipage de véhicules blindés de combat ou de chasseurs de chars et avoir participé au moins pendant 3 mois à la guerre civile espagnole dans la Légion Condor
- de n'avoir pas été réprimandé pendant sa présence dans la Légion Condor

## Description
L'insigne original est fabriqué en Espagne en argent. De forme ovale, hauteur: 55,9 mm et largeur: 45,4 mm pour un poids de 22,5 g, l'insigne représente une couronne de feuilles de chêne reliée à sa base par un ruban. À l'intérieur de la couronne, en son centre est représentée une tête de mort traversée en second plan par 5 tibias (insigne traditionnel dans la pure tradition de la cavalerie prussienne : les "Leibhusaren" de Frédéric II) maintenant la tête de mort à la couronne. Sous cette tête de mort, en partie basse est représenté un blindé d'un modèle inconnu. L'insigne est fixé à la tenue du récipiendaire par l'intermédiaire d'une épingle ronde et fine.
Il existe également une version en or, un exemplaire unique, qui a été remis à Wilhelm von Thoma par les hommes de son commandement lors de la Parade du Jour de la Victoire Nationaliste à Madrid, le 19 mai 1939.
Par l'ordonnance du 10 juillet 1939, le Generaloberst Walther von Brauchitsch officialise cette décoration en reconnaissance de réalisations exceptionnelles des troupes blindées en Espagne, 1936-1939, 3 mois après la dissolution de la Légion Condor.
L'insigne de 2e type est fabriqué en Allemagne en métal argenté embouti de forme légèrement différente de celle du 1er type en particulier la tête de mort et la couronne. L'insigne présente également des dimensions sensiblement différentes : hauteur 56,4 mm et largeur : 46,3 mm pour un poids de : 12,6 g.
L'attribution de cet insigne continuera jusqu'en juin 1940.
La remise de l'insigne est accompagnée d'un diplôme en papier signé de la main de von Thoma.
Au total, environ 415 insignes ont été distribués.

## Port
L'insigne se porte sur la partie inférieure de la poche de poitrine gauche de la tunique de service, sous la croix de fer 1re Classe en cas d'attribution de cette dernière. L'insigne sera porté tout au long de la Seconde Guerre mondiale par les survivants de la Légion Condor.

## Voir également
- Liste d'ordres civils et militaires
- Liste des devises d'ordres civils et militaires
- Médaille
- Ordre militaire
- Phaléristique

### Sources
- (de) Cet article est partiellement ou en totalité issu de l’article de Wikipédia en allemand intitulé « Panzertruppenabzeichen der Legion Condor » (voir la liste des auteurs).

### Littérature
- (en) Kurt Gerhard Klietmann: Honors of the German Reich 1936 - 1945, Stuttgart 1981,  (ISBN 3-87943-689-4)
- (de) Heeres-Verordnungsblatt 21. Jahrgang – Berlin, den 1. August 1939 – 44. Ausgabe – Teil A – Blatt 8, S. 54–55.
- (de) Kurt-Gerhard Klietmann: Deutsche Auszeichnungen. Band 2: Deutsches Reich: 1871–1945. Die Ordens-Sammlung, Berlin 1971.
- François de Lannoy: Ordres et décorations de la Wehrmacht 1933-1945  (ISBN 978-2-7268-9534-4)